# Paul Manna
Paul ou Paolo Manna est un prêtre catholique italien, missionnaire en Birmanie, né le 16 janvier 1872, mort le 15 septembre 1952.
D'abord missionnaire en Birmanie, il y œuvre pendant douze ans. Il est ensuite membre de l'Institut pontifical pour les missions étrangères (PIME), puis fondateur de l'Union missionnaire pontificale, et devient supérieur général du PIME. Il œuvre pour promouvoir les missions, crée des journaux et fonde des mouvements et associations pour aider à promouvoir cette forme d'apostolat. Ses responsabilités au sein du PIME lui permettent de renforcer son engagement auprès des futurs missionnaires,.
La cause de béatification de Paul Manna est ouverte officiellement le 23 août 1973 sous le pape Paul VI. Il devient « serviteur de Dieu ». Le pape Jean-Paul II le proclame « vénérable » en 1989, puis « bienheureux » en 2001.

## Biographie
Paolo Manna naît le 16 janvier 1872 à Avellino, dans la région de Campanie, en Italie. Il est le cinquième des six enfants de Vincenzo Manna et de Lorenza Ruggiero son épouse. Deux de ses oncles sont prêtres, ainsi qu'un de ses frères aînés. Un de ses oncles est installé à Naples, l'autre à Avellino, à l'église San Stefano del Sole,. Paolo Manna est baptisé dans la cathédrale d'Avellino le 17 janvier, lendemain de sa naissance. Sa mère meurt deux ans plus tard, en 1874. Paolo Mana est confirmé en 1866 et reçoit sa première communion le même jour.
Il effectue ses études à Avellino puis à Naples, où il étudie le latin et le grec. Il poursuit des études philosophiques au Collège grégorien à Rome en 1889 et, en 1891, il commence sa formation théologique à Milan. Paolo Manna reçoit l'ordination sacerdotale dans la cathédrale de Milan le 19 mai 1894, des mains de l'ancien archevêque de Milan Paolo Angelo Ballerini.
Destiné à être missionnaire en Birmanie, Paolo Manna part pour les missions en septembre 1895. Il embarque à Trieste le 3 octobre suivant et à arrive à destination à Taungû (Toungoo) en Birmanie le 26 octobre 1895,. Il y œuvre dans les missions pendant près de douze ans, jusqu'au 4 juillet 1907. Il a dû cependant retourner en Italie à trois reprises pour y soigner sa tuberculose. L'année suivant son retour, en 1908, il devient l'éditeur du magazine Le Missioni Cattoliche (Les Missions catholiques). Il commence en 1914 la publication de Propaganda Missionaria qui devient un journal grand public très populaire.
Il crée en 1916 il fonde un organisme religieux pour promouvoir les missions et faire connaître leur œuvre. Il demande conseil au futur saint Guido Maria Conforti qui a créé un organisme similaire. Le mouvement qu'il crée prend une grande ampleur et se répand rapidement, surtout après que le pape Benoît XV en recommande la présence dans tous les diocèses dans sa lettre apostolique Maximum illud publiée en 1919. Cette même année 1919, il fonde le mouvement Italia Missionaria pour les adolescents, et fonde également un institut d'éducation à l'intention des séminaristes à Ducenta dans la province de Caserte, voulant encourager les vocations pour les missions,.
Pendant dix ans, du 25 août 1924 au 25 octobre 1934, il est supérieur général de l'Institut pontifical pour les missions étrangères (PIME), à Milan. En 1926, à l'instigation du pape Pie XI, une branche du PIME milanais qu'il dirige fusionne à Rome pour y créer un mouvement PIME plus universel. Du 9 novembre 1927 au 14 février 1929, il entreprend un long voyage dans les missions en Afrique et aux États-Unis. En 1943, il fonde le magazine Vegna il Tuo regno (Que Ton règne vienne). Le mouvement qu'il a fondé reçoit l'attribut « pontifical » quand le pape Pie XII lui confère ce titre par décret en 1956.
La santé de Paul Manna se dégrade en 1952. Il subit une opération le 13 septembre, mais meurt des suites de complications de 15 septembre à Naples, où il est enterré. Son corps est exhumé  en 1961 et transféré à Ducenta le 23 juin 1961. Le pape Jean-Paul II visite son tombeau le 13 décembre 1990.

## Béatification
La procédure en béatification est ouverte le 23 août 1973 sous le pontificat de Paul VI, quand la Congrégation pour la cause des saints délivre le Nihil obstat à la cause, Paul Manna reçoit alors le titre de « serviteur de Dieu ». Le cardinal Corrado Ursi ouvre le procès informatif diocésain à Naples le 4 mai 1973, et le conclut en 1973. Les théologiens signent le décret sur ses écrits le 15 février 1980. La Congrégation pour la cause des saints valide ensuite le procès informatif en 1981, puis reçoit la Positio en 1985. Les théologiens approuvent la cause le 10 mai 1988 et la Congragation l'approuve à son tour le 10 janvier 1989. Le pape Jean-Paul II confirme le 18 février 1989 que le P. Paul Manna e exercé les vertus à un degré héroïque, et le proclame ainsi « vénérable ».
En parallèle, le miracle requis pour la béatification fait l'objet d'une enquête validée par la Congrégation le 29 septembre 1995. Le bureau médical reconnaît le 9 mars 2000 le caractère inexplicable de la guérison, et les théologiens se prononcent le 27 octobre 2000 en faveur du miracle, reconnu ensuite par la congrégation. Jean-Paul II l'approuve aussi le 24 avril 2001 puis béatifie Paul Manna sur la place Saint-Pierre le 4 novembre 2001.